# Die Tochter des Präsidenten: In tödlicher Gefahr
Die Tochter des Präsidenten: In tödlicher Gefahr ist ein Thriller von Armand Mastroianni aus dem Jahr 1999.

## Handlung
Alex McGregor leistet Dienst als Agentin des United States Secret Service. Sie vereitelt während einer Party einen Anschlag auf den US-Präsidenten Jonathan Hayes. Alex wird dafür belohnt, indem sie die Leitung des Teams übernimmt, das die Präsidententochter Jess beschützt.
Jess nimmt an einer Rafting-Tour teil. Terroristen entführen das Mädchen. Alex kämpft gegen die Terroristen, die sie am Ende besiegt.

## Kritiken
TV Today beschrieb die Handlung als „übersichtlich“ im negativen Sinne. Die Zeitschrift schrieb, dass der Film dennoch in den USA ein „Tele-Hit“ wurde.
TV Movie beschrieb den Film als „vorhersehbar und wenig originell“.
Das Lexikon des internationalen Films schrieb, der Film habe keine „sonderliche Ambitionen“ und „spule den Genre-Standard ab“. Dem Film wurden Fehler der Dramaturgie vorgeworfen.